# Альс
Альс (дат. Als) — остров в юго-западной части Балтийского моря. Принадлежит Дании. Площадь 312,22 км². Расположен к юго-востоку от полуострова Ютландия. Население 51 892 человек (на 1 января 2009 года). Остров входит в состав муниципалитета Сённерборг (регион Южная Дания). Административный центр — город Сённерборг.

## География
С севера и востока остров омывается проливом Малый Бельт, с юга — водами залива Фленсбург-фьорд (дат. Flensborg Fjord), с запада — водами залива Альс-фьорд (дат. Als Fjord) и пролива Альс-сунн (дат. Als Sund).
Западное побережье изрезано бухтами, на востоке вдоль пролива Малый Бельт расположен Северный лес (дат. Nørreskov) и озеро Норборг (дат. Nordborg Sø).

## История
Многочисленные археологические находки показали, что остров был заселён со времён позднего каменного века (неолита).
В средние века остров находился во власти нескольких представителей знати, каждый из которых управлял своей частью острова. Герцог Ганс, сын датского короля Кристиана III, получил во владение часть острова и выкупил остальные территории, объединив остров под своей властью. Позже остров был снова разделён на несколько герцогств.

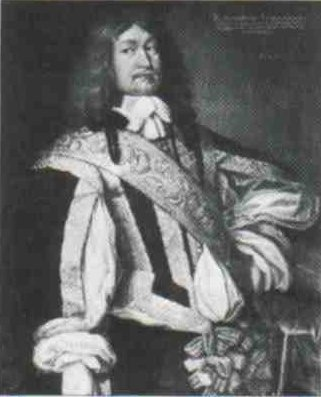
Эрнст Гюнтер I — первый герцог Аугустенборга (1609—1689)

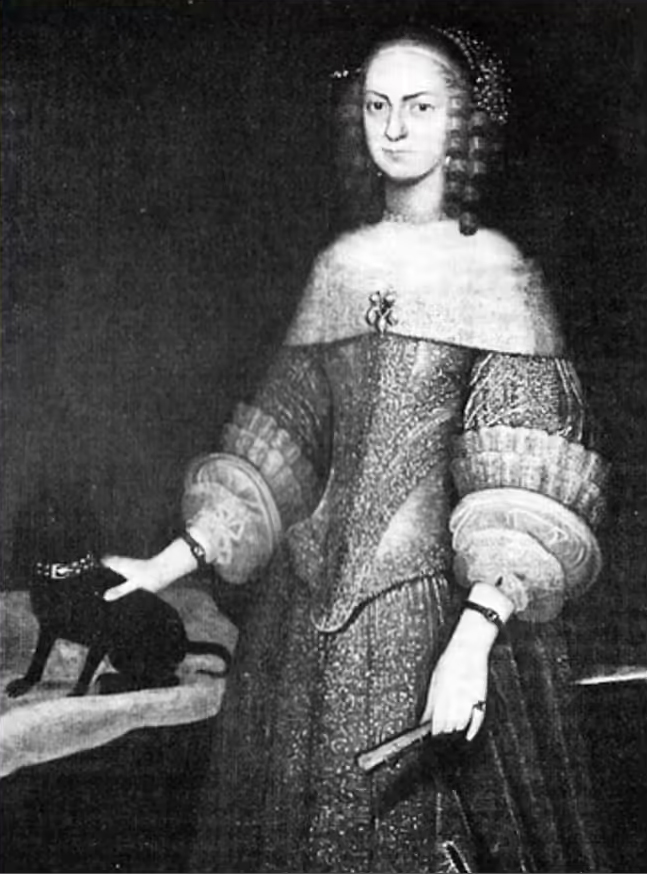
Аугуста — первая герцогиня Аугустенбурга (1633—1701)

Спустя несколько лет после 1651 года член герцогского дома Шлезвиг-Гольштейна Эрнст Гюнтер (дат. Ernst Günther) построил дворец Аугустенборг, вокруг которого вырос город Аугустенборг. Эрнст Гюнтер был правнуком короля Кристиана III. Дворец и город получили своё название по имени жены Гюнтера — Аугусты (Auguste).
Дворец стал резиденцией их потомков. Позже от датского короля они получили титул герцогов Шлезвиг-Гольштейн-Сённерборг-Аугустенборг (дат. Slesvig-Holsten-Sønderborg-Augustenborg). Относительную известность они получили в XVIII веке, когда герцог стал главным на острове.
В 1848 году герцогство было поглощено датской короной после того, как последний герцог Аугустенбурга Кристиан Август II перешёл на сторону прогерманского движения в Шлезвиг-Гольштейне (см. Датско-прусская война 1848-1850). Линия Аугустенбургов прекратила своё существование в XX веке.
В том же году во время войны с Пруссией датчане организовали от маяка на полуострове Кегнес (дат. Kegnæs) в юго-западной части острова атаку на австро-прусскую армию.
В 1864 году Альс был оккупирован прусскими войсками во время Датской войны 1864 года. В 1870 году на острове были построены прусские военные укрепления. В 1920 году остров Альс по итогам референдума был возвращён Дании.
После 1920 года на острове стала развиваться промышленность, особенно после 1945 года, когда концерн Danfoss стал международной корпорацией.

## Экономика
Административный центр Сённерборг расположен как на самом острове, так и на территории Ютландии. Город разделён проливом Альс-сунн. Обе части города соединены между собой двумя мостами: 331-метровым мостом имени короля Кристиана X (построен в 1925—1930 годы, используется для автомобильного и железнодорожного сообщения) и 662-метровым мостом Альс-сунн (построен в 1978—1981 годы, используется для автомобильного сообщения).
Остров имеет паромное сообщение с Ютландией, островами Эрё и Фюн.
Отрасли хозяйства: свиноводство, садоводство. На острове также есть промышленные предприятия, в том числе Danfoss (г. Норборг) — один из крупнейших промышленных концернов Дании.

## Достопримечательности

### Дворец Аугустенборг

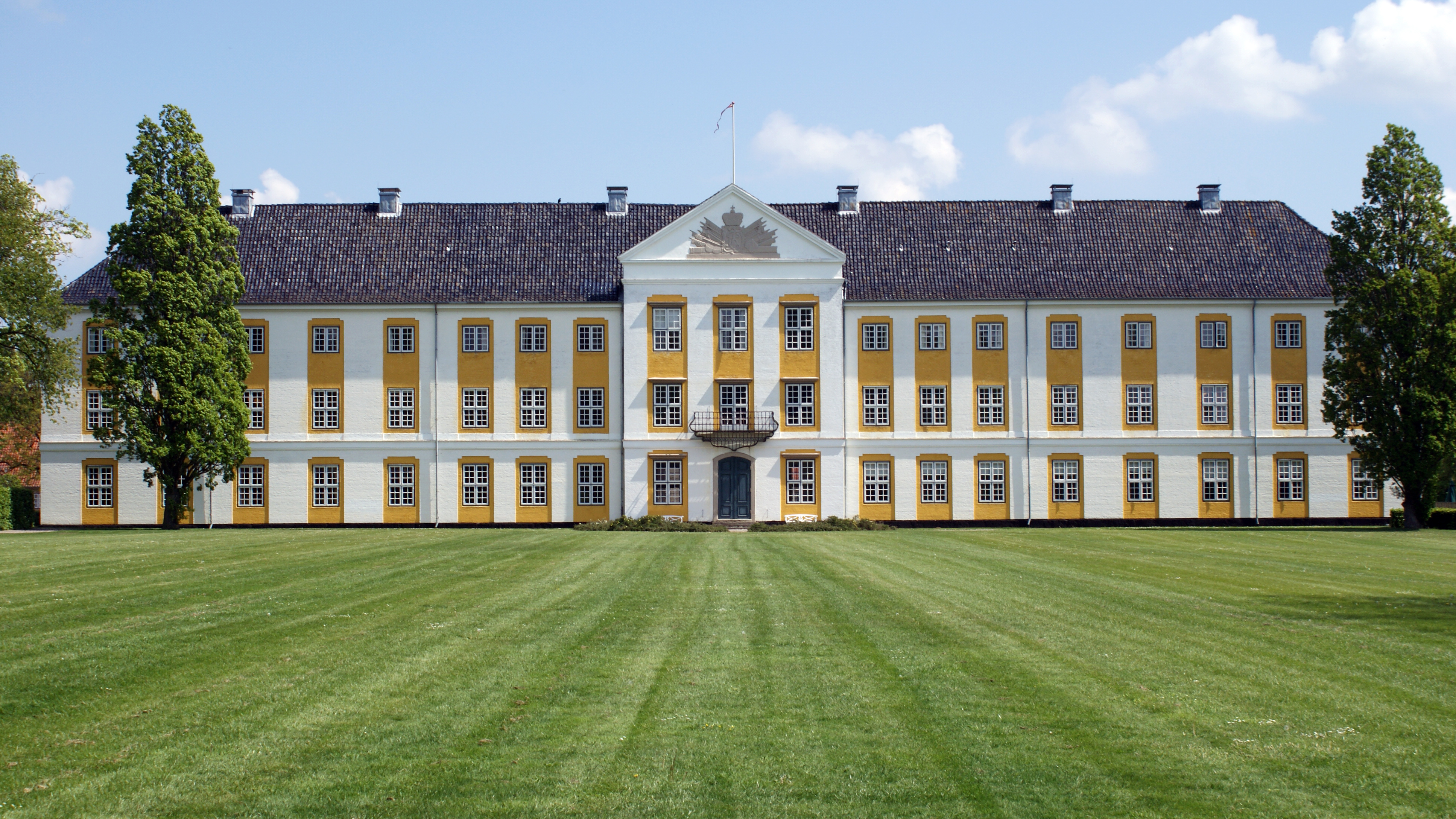
Дворец Аугустенборг

Сейчас в Августенбургском дворце расположена больница. На лестничных пролётах дворца можно увидеть выставку картин по истории дворца, города и герцогства. Дворцовая церковь открыта для посещения в летний период. Во дворце периодически проводятся экскурсии.

### Сённерборг

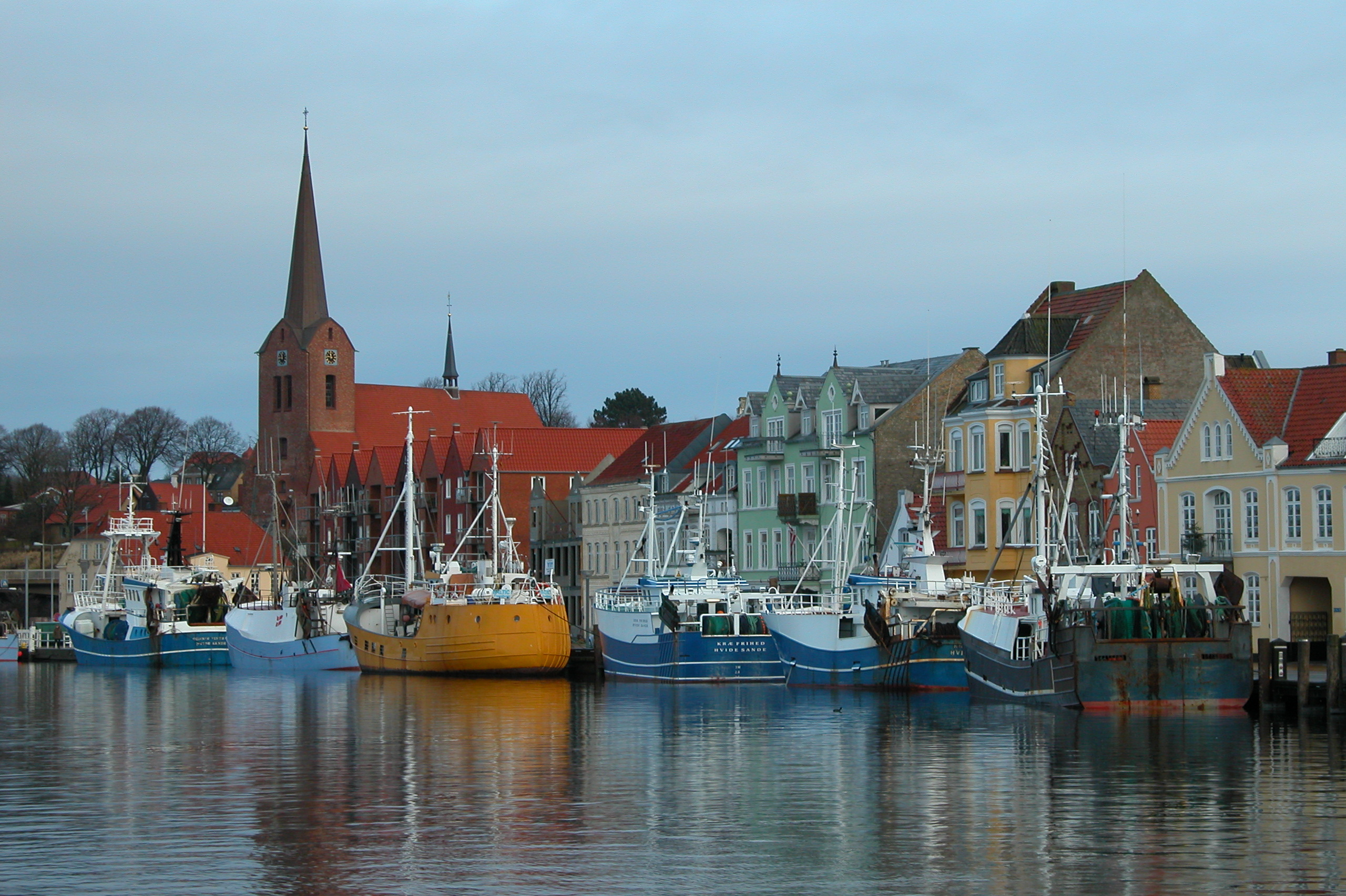
Гавань Сённерборга

В городе находится замок Сённерборг (XII век) и поместье Саннбьерг.
В замке Сённерборг находится музей, экспозиции которого посвящены местной истории и культуре. Музей работает круглогодично.
Поместье Саннбьерг долгое время принадлежало герцогам Сённерборга, а в 1673 году его купил граф Конрад фон Ревентлов. В 1954 году передано в дар университету города Орхус.

### Хьертшпринг
В 1921—1922 годах в болоте близ поместья Хьертшпринг («Прыжок оленя»), на севере острова, было обнаружено самое древнее в Скандинавии место жертвоприношения военной добычи. Среди находок, опубликованных Г. Розенбергом, были 8 однолезвийных мечей и 140 наконечников копий различной формы (древнейшие в Скандинавии стальные предметы вооружения), а также — ладья из Хьертшпринга (Hjortspringbåden) длиной 15,3 метра.

## Известные люди острова
На острове родились:
- Герман Банг (1857—1912) — датский писатель.
- Кристиан Мёллер (1904—1980) — датский физик-теоретик, академик.